# Tridactylus angustus
Tridactylus angustus is een rechtvleugelig insect uit de familie Tridactylidae. De wetenschappelijke naam van deze soort is voor het eerst geldig gepubliceerd in 1995 door Günther.